# Eleição municipal de Itapetininga em 1976
A eleição municipal de Itapetininga em 1976 foi o 8.º pleito eleitoral realizado na história do município. Ocorreu oficialmente em 15 de novembro, sendo disputada em turno único. Independente da porcentagem de votos válidos obtida alcançar ou não a maioria absoluta, o candidato mais votado sairia vencedor do pleito. 
Um total de 26 855 eleitores compunham o eleitorado itapetiningano apto a votar para eleger 1 prefeito, 1 vice–prefeito e 15 vereadores para a Câmara Municipal em 1976. 

## Candidaturas oficiais
| Nome                    | Partido | Vice–prefeito              | Situação   |
| ----------------------- | ------- | -------------------------- | ---------- |
| Fernando Rosa           | ARENA   | João Flávio Soares Hungria | Eleito     |
| José Ozi                | ARENA   | Francisco Alves Vêi        | Não eleito |
| José de Almeida Ribeiro | ARENA   | Ozires Martins Siqueira    | Não eleito |
| Joaquim Aleixo Machado  | MDB     | Sebastião de Souza Alves   | Não eleito |
| Celso Thibes Prado      | MDB     | Venâncio Ayres Monteiro    | Não eleito |
| Osmar Thibes do Canto   | MDB     | Wilson Batista             | Não eleito |

## Resultados eleitorais

### Poder Executivo
Fernando Rosa, filiado à ARENA, conquistou 29,16% dos votos válidos e foi eleito para chefiar o Poder Executivo municipal pelos 6 anos subsequentes, tendo seu mandato iniciado em 31 de janeiro de 1977 e concluído em 31 de janeiro de 1983.
| Candidatos a prefeito(a)   | Candidatos a prefeito(a)        | Candidatos a vice–prefeito(a) | Votação | Votação     |
| Candidatos a prefeito(a)   | Candidatos a prefeito(a)        | Candidatos a vice–prefeito(a) | Total   | Porcentagem |
| -------------------------- | ------------------------------- | ----------------------------- | ------- | ----------- |
|                            | Fernando Rosa (ARENA)           | João Flávio Soares Hungria    | 6 879   | 29,16%      |
|                            | Joaquim Aleixo Machado (MDB)    | Sebastião de Souza Alves      | 5 861   | 24,84%      |
|                            | José Ozi (ARENA)                | Francisco Alves Vêi           | 4 620   | 19,58%      |
|                            | José de Almeida Ribeiro (ARENA) | Ozires Martins Siqueira       | 4 390   | 18,61%      |
|                            | Celso Thibes Prado (MDB)        | Venâncio Ayres Monteiro       | 1 027   | 4,35%       |
|                            | Osmar Thibes do Canto (MDB)     | Wilson Batista                | 816     | 3,46%       |
| Total de votos válidos     | Total de votos válidos          | Total de votos válidos        | 23 593  | 23 593      |
| Votos apurados             |                                 |                               |         |             |
| Votos válidos              | Votos válidos                   | Votos válidos                 | 23 593  | 94,17%      |
| Votos em branco            | Votos em branco                 | Votos em branco               | 595     | 2,37%       |
| Votos nulos                | Votos nulos                     | Votos nulos                   | 868     | 3,46%       |
| Total de votos apurados    | Total de votos apurados         | Total de votos apurados       | 25 056  | 25 056      |
| Participação do eleitorado |                                 |                               |         |             |
| Comparecimentos            | Comparecimentos                 | Comparecimentos               | 25 056  | 93,30%      |
| Abstenções                 | Abstenções                      | Abstenções                    | 1 799   | 6,70%       |
| Total de eleitores aptos   | Total de eleitores aptos        | Total de eleitores aptos      | 26 855  | 26 855      |
| Fonte: Fundação SEADE      |                                 |                               |         |             |

### Poder Legislativo
Abaixo encontram-se os resultados obtidos por cada partido e o tamanho das bancadas eleitas na Câmara Municipal para a 8.ª legislatura, iniciada em 1 de janeiro de 1977 e concluída em 31 de dezembro de 1982:
| Nome                     | Partido | Votos Totais | Porcentagem | Situação    |
| ------------------------ | ------- | ------------ | ----------- | ----------- |
| Paulo Ozi                | ARENA   | 1 185        | 4,73%       | Eleito(a)   |
| Milton de Arruda Melo    | ARENA   | 1 025        | 4,09%       | Eleito(a)   |
| Eugênio Dias Batista     | MDB     | 865          | 3,45%       | Eleito(a)   |
| Mauro Rolim              | MDB     | 815          | 3,25%       | Reeleito(a) |
| Péricles Leonel Ferreira | ARENA   | 724          | 2,89%       | Reeleito(a) |
| Evilásio Massaine Pires  | ARENA   | 680          | 2,71%       | Eleito(a)   |
| Humberto Pellegrini      | ARENA   | 671          | 2,68%       | Reeleito(a) |
| Jacy Vieira Gomes        | MDB     | 659          | 2,63%       | Eleito(a)   |
| Juliana Fabiano Alves    | ARENA   | 642          | 2,56%       | Reeleito(a) |
| Araldo Lyrio de Almeida  | ARENA   | 601          | 2,40%       | Reeleito(a) |
| Hiram Ayres Monteiro     | MDB     | 600          | 2,39%       | Reeleito(a) |
| Maria Cristina Barretti  | ARENA   | 566          | 2,26%       | Eleito(a)   |
| Alceu Tambelli           | ARENA   | 547          | 2,18%       | Reeleito(a) |
| Vancley Sacco            | MDB     | 533          | 2,13%       | Eleito(a)   |
| Geraldo Alves            | MDB     | 471          | 1,88%       | Reeleito(a) |